# La ditta innamorata
La ditta innamorata (Die verliebte Firma) è un film del 1932 diretto da Max Ophüls.